# 朝日新聞

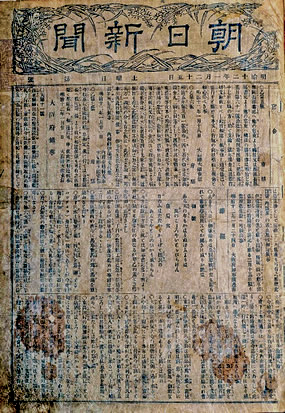
朝日新聞創刊號（1879年1月25日）

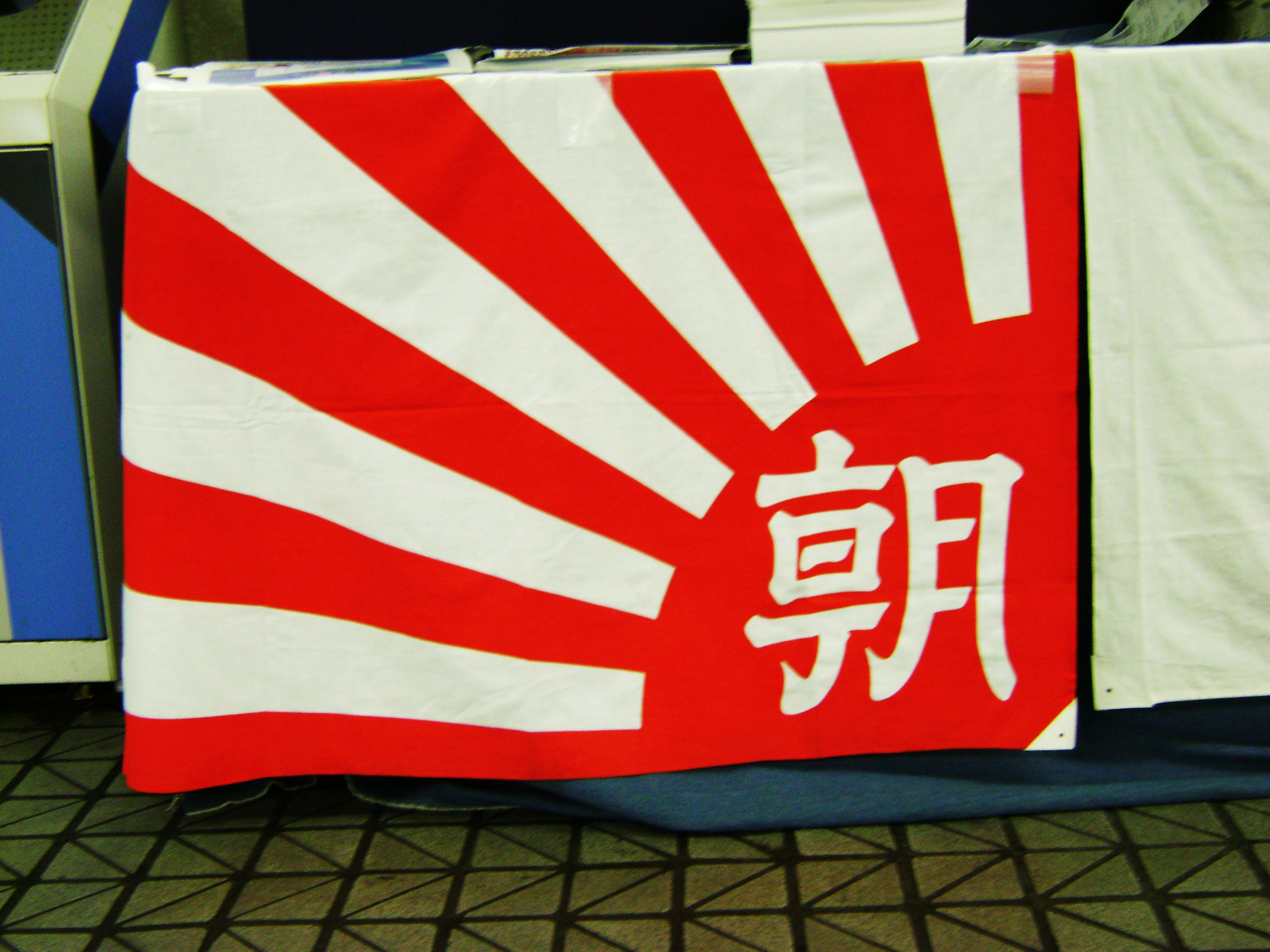
朝日新聞社社旗（西日本版）

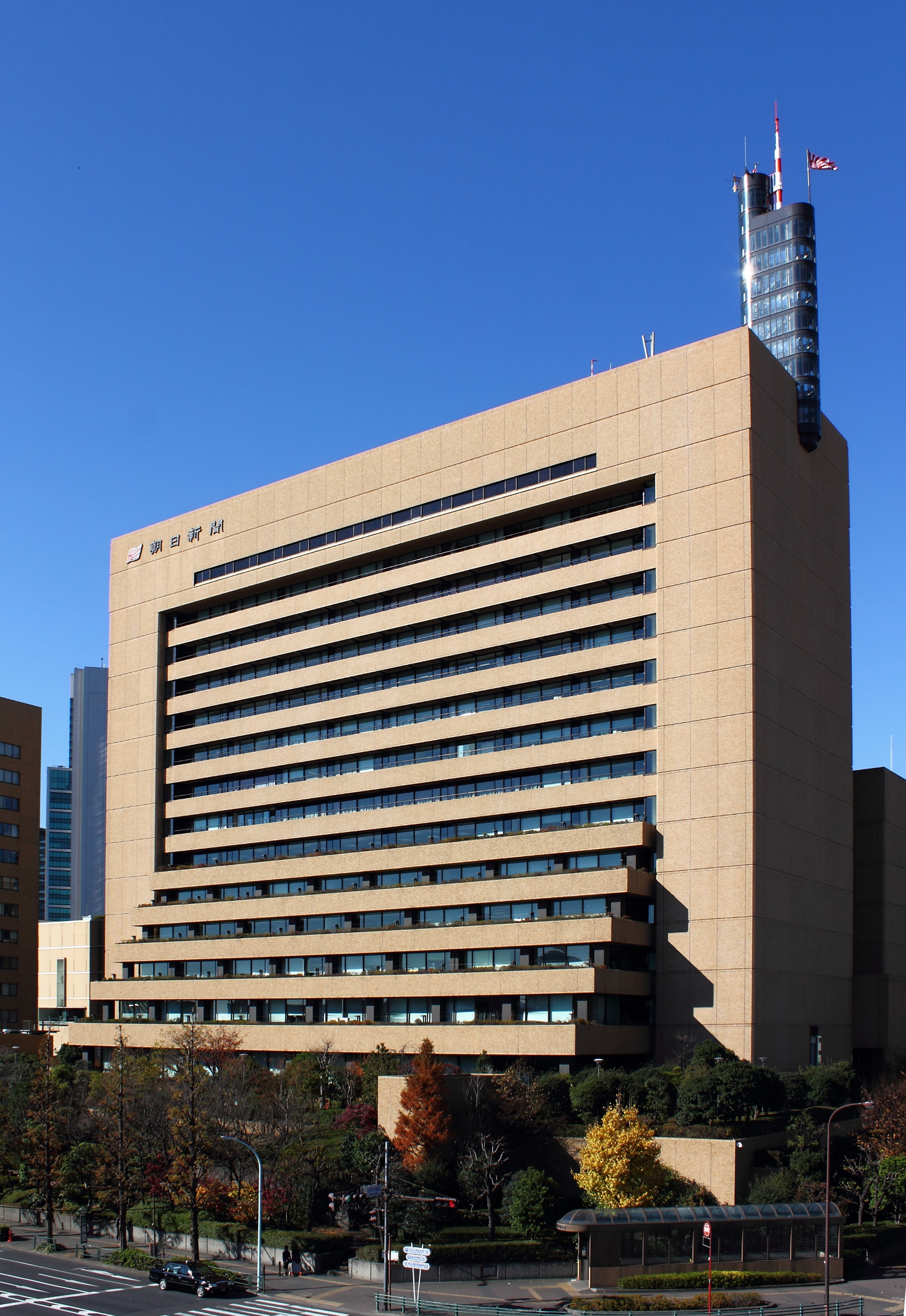
朝日新聞東京本社

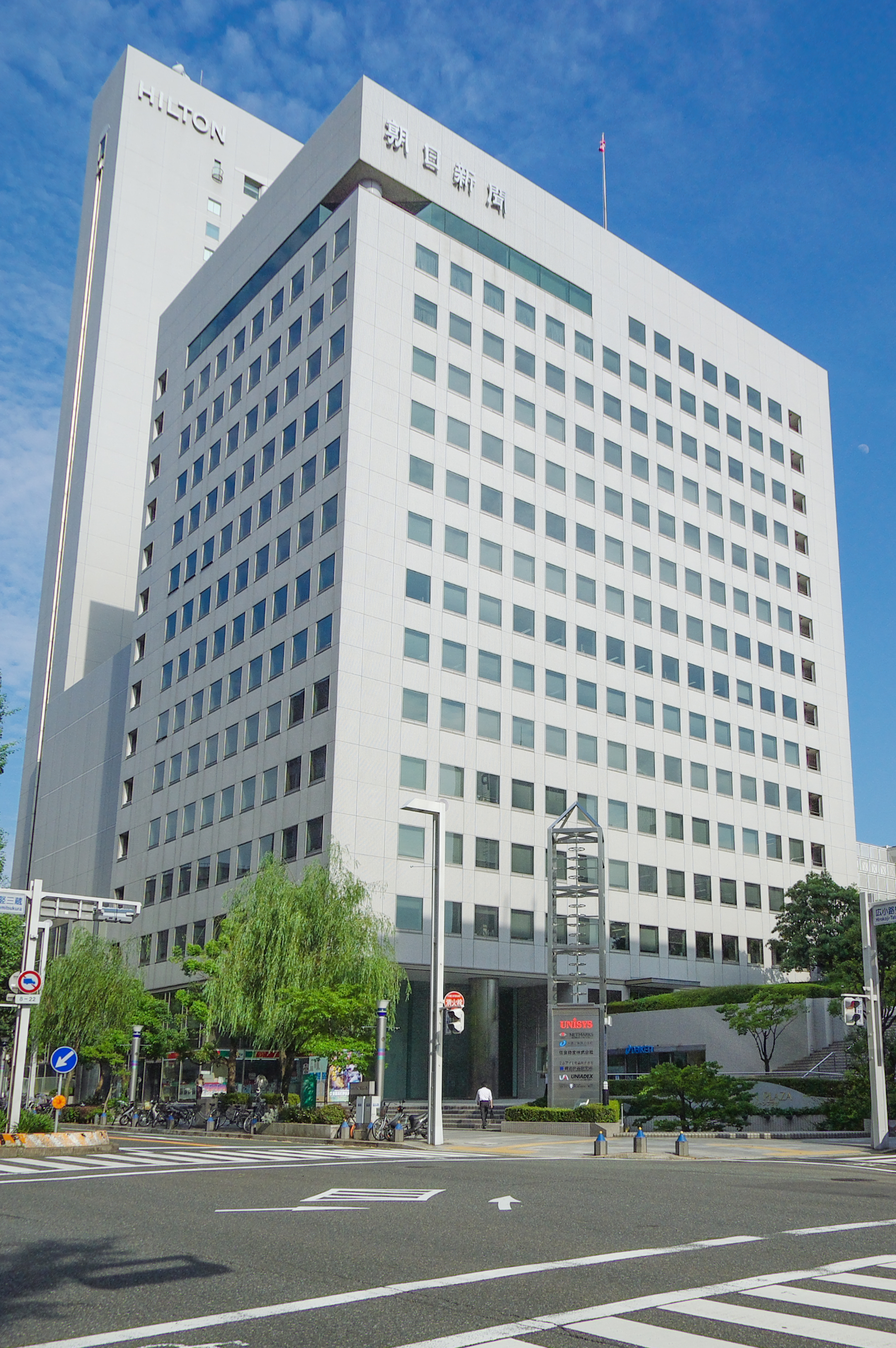
朝日新聞名古屋本社

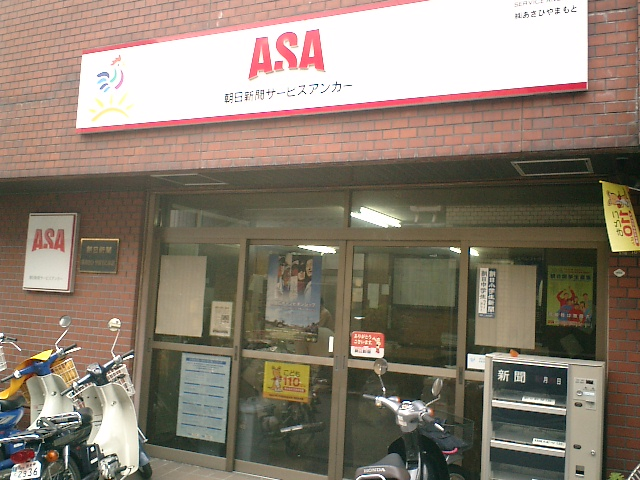
朝日新聞販卖店

《朝日新聞》（日语：／ Asahi Shimbun */?）是日本的全國性報紙之一，由朝日新聞社發行，於1879年1月25日在大阪創刊。2008年，每日日報發行量超過770萬份，为日本国内日報發行量第二名，僅次於《讀賣新聞》。

## 專欄
在《朝日新聞》中有一個卓越的社論專欄名為「天聲人語」，針對日本近期新聞或事件發表論見。此專欄目前也提供了電子報的訂閱。
「朝日俳句詩人網」（Achimhae Haikuist Network）則是一週性的專欄，由作家大衛·麥馬瑞（David McMurray）寫作。大衛是全世界以英文寫作日本俳句的重要人物。此專欄刊出的俳句都有註解。

## 立場
《朝日新聞》政治立場中間至中间偏左，思想是自由主義。 《朝日新聞》有時也被稱為“左派媒體”，但両論併記是一起寫成的，緒方竹虎曾是副社長兼總編輯，因此與宏池會有著密切的關係。 自1980年代以來，該理論的語氣一直很保守。 這種口號是不穩定的，例如贊成小泉改革和跨太平洋夥伴全面進展協定（中日新聞不同意）。 此外，儘管日本憲法“對憲法持中立”，但由於它也包含憲法修正案的意見，因此處於歧義地位。 從中日新聞的角度來看，它是接近中間派的一種媒介。 被列為保守右翼人物的船橋洋一（Yoichi Funabashi）曾擔任主編。 
在1936年的二二六事件中，因其自由主义观点被日本右翼皇道派兵变士兵攻击，60名士兵冲进东京朝日新闻社进行打砸，损失金额3万日元，又士兵指挥官粟原中尉撤退时高喊：“国贼朝日新闻多年来标榜自由主义，拥护重臣集团，此次行动乃天诛。”
京都大学有研究指出该报的经济观点上反对政府利用基建等公共事业拉动经济，同时朝日新闻曾发报道反对安倍经济学中利用量化宽松提振经济的政策。
另外该报曾发表社论质疑核能的作用。

## 读者层
朝日新闻社广告局称他们的读者学历高于其他报纸，但也有大阪商业大学等研究指出在日本五大报纸中读者学历最高应该是《日本经济新闻》，《朝日新闻》排第二。

## 爭議

### 吉田證言事件
1992年1月23日，朝日新聞刊出了吉田清治的自白。吉田清治自稱曾奉命到韓國濟州島抓捕島上的女性當作性奴隸，其證言被當作日本軍方強抓慰安婦的決定性證據而被稱作吉田證言。 不過事後有韓國和日本記者相繼到當地採訪，但發現當地沒有人聽過這事。吉田清治最後承認自己是為了金錢而捏造證言。
朝日新聞在事件後未有作出回應，多年來一直受日本保守派作為「賣國的證據」攻擊，朝日最後於2014年8月5日承認有「誤會」並修正了該則新聞，但否認了捏造的指控	。此事在日本引發政治風暴，因多年來日本為了慰安婦問題而飽受各國批評，當中吉田證言成為了重要證據之一，然而由於吉田證言被推翻，日本有政客研究向朝日新聞追究責任。

### 沖繩集會人數失誤事件
朝日新闻在2007年9月谈及安倍晋三问题以及对9月底在沖繩縣宜野湾市进行的教科书審查活动反对集会参与人数的严重报道失误，将不到2万（警方某官员认为的4万人）误发表为“11万”人而引起了轰动。（Asahiru）一字開始被部分厭惡朝日新闻的人士當作动词使用，意思是沒有根據、捏造。其中是「朝日」的片假名寫法，是日語的動詞字尾。一詞被“2ch搜尋”（2ちゃんねる検索）评为2007年度网络流行语首奖。

### 黑名單事件
由於海上自衛隊認為朝日新聞多次對自衛隊作出批判性的報導，於是將其列入黑名單，拒絕其採訪。

## 跨國合作
《朝日新聞》與《紐約時報》集團旗下《國際先驅論壇報》有合作的關係，2001年4月2日正式發行一同出版發行了《IHT/Asahi》，以取代朝日新聞出版的另一份英文日報《朝日晚報》。

### 朝日新闻中文网
2012年4月，日本朝日新闻社开设其中文版新闻网站，该网站由朝日新闻国际编辑部负责运营。
2013年1月起，朝日新聞中文網一度被中國大陸防火長城封鎖，無法直接打開。目前中国大陆基本可以正常浏览朝日新闻中文网。
2013年7月17日，朝日新闻中文网的在中国大陆的四个官方微博全部被关闭。现微博账户以非认证用户形式常态化更新，且名称使用英文名“Asahi Shimbun”，但简介中仍说明为朝日新闻中文网微博账号。
2021年3月11日，朝日新闻中文网发布通知，宣布网站将于3月31日关闭。